# Finsterroter See
Der Finsterroter See ist ein Stausee, der als Bade- dient. Er befindet sich auf der Gemarkung der namengebenden Ortschaft Finsterrot, die zur Gemeinde Wüstenrot im Landkreis Heilbronn in Baden-Württemberg gehört und im Mainhardter Wald liegt; am Ostufer verläuft die Kreisgrenze zur Gemeinde Mainhardt im Landkreis Schwäbisch Hall.

## Lage
Der See liegt weniger als 200 m vom Ortsrand entfernt am Ostrand der Gemarkung im oberen Tal des ihn speisenden Dachsbaches. Dieser 4,3 km lange Bach mündet einen guten Kilometer weiter südlich in die hier west-östlich fließende Rot.
Der See liegt vollständig im Landschaftsschutzgebiet Burgfrieden – Oberes Dachsbachtal sowie in einem Wasserschutzgebiet, das einen Großteil des etwa 3,5 km² großen Einzugsgebietes umfasst. Unmittelbar vor dem Einfluss des Dachsbachs in den etwa 2,0 ha großen See liegt eine ungefähr 1,5 ha große Schilffläche, die seit 1986 als flächenhaftes Naturdenkmal geschützt ist.
Auf dem westlich an den See angrenzenden Hügel betreibt das Evangelische Jugendwerk Weinsberg ein vor allem im Sommer genutztes Jugendfreizeitheim.
Im Dachsbachtal und seinen Zuläufen liegen etliche weitere Seen, von denen oberhalb des Finsterroter Sees beide Lauxseen jeweils eine Fläche von um einen Hektar haben und ein weiter talabwärts am Südrand der B 39 liegender See eine etwa 2,1 ha große Ausdehnung.

## Geschichte
Angelegt wurde der See von dem Glashüttenbetreiber Ulrich Greiner, der 1523 bis 1559 Finsterroter Ortsherr war, als Mühlsee der bachabwärts gelegenen Mühle des Ortes. Der Stausee gehörte jeweils dem Müller, er wurde zur Unterscheidung von einem schon vorher bestehenden See lange Zeit Neuer See genannt.
Der letzte Müller Finsterrots, Wilhelm Lang, gab den Mühlenbetrieb 1956 auf und richtete den See als Badesee her, vermietete dort ab 1958 Boote und verkaufte ab 1959 Eis und Getränke. Bis in die 1980er-Jahre war der See sehr gut besucht und bot beispielsweise auch den NSU Motorenwerken aus dem nahen Neckarsulm die Kulisse zur Präsentation des NSU Prinz. Mit dem zunehmenden Bau von Freibädern und der Eröffnung des nahen Breitenauer Sees in den 1980er-Jahren ließen die Besucherzahlen nach.
Nach dem Tod Wilhelm Langs 1984 und dem Tod Elisabeth Langs 1998 erbten ihre beiden Töchter den See, die bis heute (Stand 2025) die Eigentümerinnen sind. Von Herbst 2007 bis Herbst 2008 war der See zur Sanierung des nicht mehr standfesten Dammes und zur Entschlammung abgelassen, seit 2009 kann in ihm wieder gebadet werden.

### LUBW
Amtliche Online-Gewässerkarte mit passendem Ausschnitt und den hier benutzten Layern: Finsterroter See und Umgebung

Allgemeiner Einstieg ohne Voreinstellungen und Layer: Daten- und Kartendienst der Landesanstalt für Umwelt Baden-Württemberg (LUBW) (Hinweise)
1. ↑  Höhe nach grauer Beschriftung auf dem Hintergrundlayer Topographische Karte.
2. 1 2 3  Seefläche nach dem Layer Stehende Gewässer.
3. 1 2  Dimensionen abgemessen auf dem Hintergrundlayer Topographische Karte.
4. ↑  Einzugsgebiet abgemessen auf dem Hintergrundlayer Topographische Karte.
5. ↑  Länge nach dem Layer Gewässernetz (AWGN).
6. ↑  Schutzgebiete nach den einschlägigen Layern.

### Andere Nachweise und Anmerkungen
1. ↑  Steckbrief des flächenhaften Naturdenkmals Nr. 81251070007, Feuchtgebiet beim Finsterroter See, geschützt seit dem 18. Juli 1986, bei der Landesanstalt für Umweltschutz, Messungen und Naturschutz Baden-Württemberg
2. ↑  „Neuer See“ ist noch heute der Seename in der amtlichen Gewässerkarte.